# Kuwait Investment Authority
Kuwait Investment Authority (arabiska: الهيئة العامة للإستثمار) är en kuwaitisk statlig förmögenhetsfond. Det sammanlagda värdet av fondens tillgångar var i april 2022 738 miljarder dollar och den var då den tredje största statliga förmögenhetsfonden i världen. Den har sitt huvudkontor i Huvudstadsprovinsen i Kuwait.

## Historik
Kuwait Investment Authority grundades 1953 för att hantera Kuwaits finansiella resurser från försäljning av olja. Det är världens äldsta statliga förmögenhetsfond av detta slag.
Fonden förvaltar Kuwait Future Generations Fund och Kuwait Reserve Fund, samt andra tillgångar från finansministeriet. Kuwaits finansminister är styrelseordförande ex officio. I styrelsen ingår också energiministern, chefen för centralbanken och fem kuwaitiska medborgare, varav minst tre inte har regeringsuppdrag.